# Victory Road (2010)
Victory Road 2010 est un pay-per-view de catch organisé par la fédération Total Nonstop Action Wrestling,. Il s'est déroulé le 11 juillet 2010 dans l'Impact! Zone, à Orlando.

## Contexte
Les spectacles de la Total Nonstop Action Wrestling en paiement à la séance sont constitués de matchs aux résultats prédéterminés par les scénaristes de la TNA, justifiés par des rivalités ou des qualifications survenues dans l'émission TNA Impact!.
Les scénarios présentés ici sont la version des faits telle qu'elle est présentée lors des émissions télévisées. Elle respectent donc le Kayfabe de la TNA.
Le Championnat du Monde par équipe étant déclaré vacant (à la suite du renvoi de Scott Hall, qui possédait le titre avec Eric Young et Kevin Nash en tant que membre de The Band), un tournoi à 4 équipes fut organisé pour déterminer ceux qui, à Victory Road, affronteront The Motor City Machine Guns pour les titres (ces derniers étaient qualifiés d'office pour le match car ils étaient devenus challengers pour le titre à Sacrifice).
Lors du premier tour le 17 juin, Ink Inc. (Jesse Neal et Shannon Moore) battirent les deux anciens champions Young et Nash, tandis que Beer Money, Inc. battit la Team 3D. Lors de l' Impact! suivant, Beer Money Inc. bat Ink Inc, se qualifiant pour Victory Road.
Lors de l' Impact! 17 juin, lors du main-event eut lieu un Triple Threat match entre Jeff Hardy, Mr. Anderson et Abyss pour déterminer qui affronterait pour le titre le Champion du Monde poids-lourds Rob Van Dam à Victory Road. À la suite d'une perte de contrôle de l'arbitre (les trois adversaires se bagarraient à l'extérieur du ring sans l'écouter), ce dernier mit fin au match qui se solda donc par un no contest. La semaine suivante, la TNA annonce que les anciens participants à ce match affronteront le champion dans un 4-Way match.

## Résultats
| #    | Matchs | Stipulation                                                             |
| ---- | --- | ----------------------------------------------------------------------- |
| Dark | Jeff Jarrett bat Desmond Wolfe                                                                                   |                                                                         |
| 1    | Doug Williams (c) bat Brian Kendrick                                                                             | Ultimate X et Submission match pour le Championnat X Division de la TNA |
| 2    | Brother Ray bat Brother Devon & Jesse Neal                                                                       | 3-Way match                                                             |
| 3    | Angelina Love bat Madison Rayne (c)                                                                              | Title vs. Career match pour le Championnat féminin des Knockout         |
| 4    | Fortune (AJ Styles & Kazarian) battent Samoa Joe & Rob Terry)                                                    | Tag team match                                                          |
| 5    | Hernandez bat Matt Morgan.                                                                                       | Steel Cage Match                                                        |
| 6    | Jay Lethal bat Ric Flair                                                                                         | Match simple                                                            |
| 7    | The Motor City Machine Guns (Alex Shelley et Chris Sabin) battent Beer Money, Inc. (James Storm et Robert Roode) | Tag team match pour le Championnat du Monde par équipe (vacant)         |
| 8    | Kurt Angle bat "The Pope" D'Angelo Dinero                                                                        | Match simple                                                            |
| 9    | Rob Van Dam (c) bat Jeff Hardy, Mr. Anderson & Abyss                                                             | Four-Way match pour le Championnat du Monde poids-lourds                |